# Eishockey-Bayernliga 1993/94
Die Eishockey-Bayernliga 1993/94 wurde unter dem Dach des „Bayerischen Eissportverbandes“ (BEV) organisiert und ist die höchste Spielklasse des Landesverbandes Bayern. Die Bayernliga war nach der Bundesliga, der 2. Bundesliga, Oberliga und Regionalliga eine der fünfthöchsten Spielklassen im deutschen Eishockey, die im Folgejahr, durch Neustrukturierung der ersten drei Ligen, viertklassig wurde. 

## Saisonverlauf
Die Eishockey-Bayernliga 1993/94 war die 26. Ausspielung dieser Liga. Meister wurde der ESC Dorfen und Vizemeister der ERC Haßfurt. Von den sieben bayerischen Aufstiegsrundenteilnehmern konnte sich kein Team für  die neue 2. Liga Süd 1994/95 qualifizieren.  Der SC Reichersbeuern, ETC Höhenkirchen, EC Erkersreuth und ESV Kagers haben sich über die Verzahnungsrunde mit den Landesligisten nicht mehr für die Bayernliga 1994/95 qualifizieren können. Im Zuge der Gründung der Deutschen Eishockey Liga wurde die 2. Eishockey-Liga als neue dritthöchste Spielklasse eingeführt mit der Folge, dass die Bayernliga ab 1994/95 als vierthöchste Spielklasse neu eingestuft wurde.

### Modus
Die 20 Teilnehmer spielten eine Einfachrunde in zwei Gruppen (A und B) mit zehn bzw. elf Mannschaften. Die Plätze eins und zwei jeder Gruppe spielten im Playoffmodus „best of two“ die Plätze eins bis vier aus. Die Plätze eins bis drei der A-Gruppe und die Plätze eins bis vier der B-Gruppe waren für die Teilnahme an der Aufstiegsqualifikation zur 2. Liga Süd 1994/95 qualifiziert. Die restlichen Teams (14 Bayernligisten) ermittelten in einer Verzahnungsrunde mit 9 Landesligisten den Aufsteiger in die Bayernliga bzw. die Absteiger in die Landesligen.

## Teilnehmer
Nicht mehr dabei waren die Auf- und Absteiger der Vorsaison. Neu hinzukamen ein Absteiger (A) aus der Regionalliga Süd und die Aufsteiger (N) aus den Landesligen.
| Gruppe A - ESV Burgau - EV Germering - EC Oberstdorf - ERC Lechbruck - EC Pfaffenhofen | Gruppe A - SC Bad Kissingen - SC Reichersbeuern - ERC Haßfurt (Absteiger) - ASV Dachau (Aufsteiger) - ETC Höhenkirchen (Aufsteiger) | Gruppe B - EV Berchtesgaden - DEC Frillense-Inzell - ESC Dorfen (Absteiger) - ESV Kagers (Aufsteiger) - EHC Bad Aibling (Aufsteiger) | Gruppe B - EV Pegnitz - ERC Regen - EV Moosburg - ESC Vilshofen - TSV Trostberg - EC Erkersreuth |

### Hauptrunde
| Gruppe A | Gruppe A             | Gruppe A | Gruppe A | Gruppe A | Gruppe A |
| Pl.      | Verein               | Sp       | Tore     | Diff.    | Pkte.    |
| -------- | -------------------- | -------- | -------- | -------- | -------- |
| 1.       | ERC Haßfurt (A)      | 18       | 148:74   | +74      | 33       |
| 2.       | EC Obersdorf         | 18       | 117:84   | +33      | 23       |
| 3.       | ERC Lechbruck        | 18       | 123:84   | +39      | 23       |
| 4.       | EC Pfaffenhofen      | 18       | 110:106  | +4       | 21       |
| 5.       | ESV Burgau           | 18       | 106:90   | +16      | 21       |
| 6.       | SC Bad Kissingen     | 18       | 108:95   | +13      | 19       |
| 7.       | SC Reichersbeuern    | 18       | 103:118  | −15      | 13       |
| 8.       | ETC Höhenkirchen (N) | 18       | 82:116   | −34      | 11       |
| 9.       | ASV Dachau (N)       | 18       | 60:120   | −60      | 9        |
| 10       | SV Germering         | 18       | 68:138   | −70      | 3        |

| Gruppe B | Gruppe B              | Gruppe B | Gruppe B | Gruppe B | Gruppe B |
| Pl.      | Verein                | Sp       | Tore     | Diff.    | Pkte.    |
| -------- | --------------------- | -------- | -------- | -------- | -------- |
| 1.       | ESC Dorfen (A)        | 20       | 180:87   | +93      | 37       |
| 2.       | TSV Trostberg         | 20       | 171:81   | +90      | 35       |
| 3.       | EV Berchtesgaden      | 20       | 173:112  | +61      | 28       |
| 4.       | EC Bad Aibling (N)    | 20       | 128:109  | +19      | 26       |
| 5.       | EV Moosburg           | 20       | 107:90   | +17      | 23       |
| 6.       | DEC Frillensee-Inzell | 20       | 121:93   | +28      | 20       |
| 7.       | ESC Vilshofen         | 20       | 113:126  | −13      | 17       |
| 8.       | EV Pegnitz            | 20       | 128:158  | −30      | 14       |
| 9.       | ESV Kagers (N)        | 20       | 105:150  | −45      | 12       |
| 10       | ERC Regen             | 20       | 92:145   | −53      | 8        |
| 11       | EC Erkersreuth        | 20       | 76:243   | −167     | 0        |

- (A) = Absteiger (N) = Neu in der Liga, Aufstiegsrundenteilnehmer = fett gedruckt
- Meister Gruppe A = ERC Haßfurt – Meister Gruppe B = ESC Dorfen
-  Bayerischer Meister und Teilnehmer zur Aufstiegsrelegation  Teilnehmer zur Aufstiegsrelegation
-  für die Bayernliga 1994/95 qualifiziert  Absteiger nach den Verzahnungsrunden

### Playoffs
Gesamtergebnisse nach Hin- und Rückspiel.
- Finale: ERC Haßfurt : ESC Dorfen 10:15
- Spiel um Platz drei: EV Oberstdorf : TSV Trostberg 3:21
- Bayerischer Meister 1993/94 wurde der ESC Dorfen.

## Aufstiegsrelegation
An der vom DEB ausgerichteten Aufstiegsrunde zur 2. Liga Süd 1994/95 nahmen sieben Teams der Bayernliga, zwei Mannschaften aus Baden-Württemberg, ein Team aus Sachsen und die Plätze neun bis achtzehn der Regionalliga Süd 1993/94 teil. Dabei konnte sich keine Mannschaft von den Bayernligateams für die 2. Eishockey-Liga Süd qualifizieren.